# San Buenaventura en el concilio de Lyon (Zurbarán)
San Buenaventura en el concilio de Lyon es el tema de un lienzo de Francisco de Zurbarán, que tiene el número 12 en el catálogo razonado y crítico realizado por la historiadora del arte Odile Delenda.

## Introducción
Buenaventura de Bagnoregio, o san Buenaventura, llamado por su talante «el doctor seráfico», fue un místico, doctor de la Iglesia y teólogo franciscano, obispo y cardenal italiano,  que participó en la elección del papa Gregorio X. Su actividad el concilio de Lyon II —convocado en 1274 por dicho papa— fue determinante para que los representantes de la cristiandad oriental aceptaran la unión con la iglesia latina. San Buenaventura falleció durante las sesiones del concilio, quizás debido al excesivo agotamiento físico y mental impuesto por el debate.
Este lienzo probablemente corresponde a una reunión preparatoria con los representantes griegos, ya que las sesiones del concilio tenían que estar presididas por el Papa.

## Análisis de la obra

### Datos técnicos y registrales
- Originariamente, en Sevilla, iglesia del Colegio de San Buenaventura;
- Actualmente en París, Museo del Louvre; (Inv. M.I.204)
- Pintura al óleo sobre lienzo; 240 x 220 cm; (250 x 225 cm, según el Louvre)[3]
- Fecha de realización: ca.1629;
- Restaurado en 1940 por Edgar Aillet;
- Detrás sobre el bastidor, sello de cera bastante borrado del mariscal Soult, duque de Dalmacia;[4]
- Catalogado por O. Delenda con el número 12 y por Tiziana Frati con el 27.[5]

### Descripción de la obra
En ocasión del concilio, Buenaventura tenía 53 años, pero Zurbarán lo representa joven, quizás para remarcar su proverbial afabilidad. Lleva una birreta escarlata y —sobre el hábito franciscano— un roquete blanco y una muceta roja. Aparece rodeado de clérigos, dos de los cuales llevan el palio blanco con seis cruces negras, propio de los doctores griegos en la iconografía española del siglo XVII. La composición evidencia el ascendiente del Buenaventura sobre los reunidos: el gesto de su mano derecha significa aprobación, mientras que los que lo rodean extienden sus manos abiertas, en señal de adhesión a su autoridad. Las posturas y expresiones de los asistentes, están pintadas con espontaneidad y elegancia, y los tejidos están modelados por suaves veladuras, dando distinción y refinamiento al grupo.
La aspereza del debate contrasta con el sereno y luminoso semblante del santo, cuya roja muceta contrasta con el gris de los emisarios griegos. La composición forma una perspectiva oblicua, marcada por las dos figuras en primer término, el borde de la tarima y por el porche abierto al exterior. La figura de Buenaventura no está aislada, pero destaca gracias al baldaquino y a la alfombra de dibujos mudéjares.

## La serie pictórica sobre la vida de san Buenaventura
El presente lienzo formaba parte de una serie de lienzos que narraban la vida de este santo, en el Colegio de San Buenaventura, cuya nave se estructura en 4 arcos simétricos, desde el presbiterio hasta el coro. La serie estaba formada por 8 cuadros: 4 pintados por Francisco de Herrera el Viejo (narrando la infancia y juventud de san Buenaventura) en el lado del evangelio y otros 4 por Zurbarán (mostrando escenas de su madurez y muerte) en el lado de la epístola. Los ocho lienzos fueron objeto del expolio napoleónico en España. La disposición original en la nave de las obras de Zurbarán, vistas de frente, era la siguiente:

## Procedencia
1. Colegio de san Buenaventura, 1629.
2. Depósito del Alcázar, 1810, sala n° 2, n° 69;
3. París, colección mariscal Soult, 1812-1849;
4. Bruselas, depositado en casa del conde de Grimberghe, 1849-1852, Inv. n° 43;
5. París, venta Soult, 19-22 de mayo de 1852, n° 22, pujado hasta 19.500 FF, retirado;
6. Colección indivisa de los herederos del mariscal Soult, 1852-1858;
7. Cedido por los herederos del mariscal Soult en julio de 1858 con otros cuatro cuadros para pagar una deuda de 300.000 FF al Estado (estimado 25.000 FF);
8. Llevado al Musée Impérial el 12 de octubre de 1858;
9. Museo del Louvre, département des Peintures.[10]